# فاریاب (کرمان)
فاریاب، شهری در بخش مرکزی شهرستان فاریاب در استان کرمان ایران است. این شهر، مرکز شهرستان فاریاب است.

## موقعیت جغرافیایی
شهر فاریاب از شمال با روستای هزاربوته، از جنوب با روستای گلاشکرد، از شرق با روستای دره شور و از غرب با روستای چاه بید همسایه است.

## جمعیت
بر پایه سرشماری عمومی نفوس و مسکن در سال ۱۳۹۵، جمعیت شهر فاریاب برابر با ۴٬۸۶۳ نفر (۱٬۳۴۳ خانوار) بوده‌است.